# Прапор Ічні
Пра́пор І́чні затверджений 26 грудня 2002 р. рішенням VII сесії Ічнянської міської ради XXIV скликання. 

## Опис
Прямокутне полотнище зі співвідношенням ширини до довжини 2:3, від древка до середини вільного краю йде жовтий клин, на якому синій хрест та червона шестипроменева зірка, зверху — червоне трикутне поле, знизу — синє.